# باشگاه فوتبال السوند اف. کی
باشگاه فوتبال السوند اف. کی (انگلیسی: Aalesunds FK) باشگاهی فوتبال واقع در شهر السوند در غرب کشور نروژ است که هم‌اکنون در لیگ برتر فوتبال این کشور موسوم به تیپلیگن بازی می‌کند. این باشگاه در ۲۵ ژوئن ۱۹۱۴ تأسیس شد. در سال ۲۰۰۴ میلادی، ۸۳۵ ورزشکار آماتور و حرفه‌ای در این باشگاه مشغول به فعالیت بودند. این باشگاه در سال ۲۰۰۹ نخستین افتخار خود را با قهرمانی در جام حذفی این کشور به‌دست‌آورد

## افتخارات
- جام حذفی
  - (قهرمان) (۲): ۲۰۰۹، ۲۰۱۱

## بازیکنان معروف
- ژان آرن ریز که فوتبال حرفه‌ای خود را در این باشگاه آغاز کرد و در ادامه در باشگاهای معروف همانند لیورپول، موناکو و رم بازی کرد. ژان آرن ریز همراه با باشگاه لیورپول در سال ۲۰۰۵ قهرمان اروپا شد.
- آندرس لیندگارد یکی از دروازبانان منچستر یونایتد و دروازبان تیم ملی دانمارک. وی در سال ۲۰۰۹ به همراه باشگاه السوند قهرمان جام حذفی نروژ شد